# Hypoxis lucens
Hypoxis lucens là một loài thực vật có hoa trong họ Hypoxidaceae. Loài này được McVaugh mô tả khoa học đầu tiên năm 1989.